# Jaume Nomen Torres
| 19539 Anaverdu        | 14 maggio 1999    |
| 19776 Balears         | 4 agosto 2000     |
| 19783 Antoniromanya   | 27 agosto 2000    |
| (20621) 1999 TK11     | 9 ottobre 1999    |
| 23318 Salvadorsanchez | 20 gennaio 2001   |
| 24048 Pedroduque      | 10 ottobre 1999   |
| (25470) 1999 XW35     | 6 dicembre 1999   |
| 25472 Joanoro         | 6 dicembre 1999   |
| (32530) 2001 PW12     | 12 agosto 2001    |
| (32541) 2001 QF2      | 17 agosto 2001    |
| (32625) 2001 RZ45     | 15 settembre 2001 |
| (34873) 2001 UF6      | 20 ottobre 2001   |
| 37391 Ebre            | 1º dicembre 2001  |
| 38671 Verdaguer       | 7 agosto 2000     |
| (38961) 2000 TG1      | 1º ottobre 2000   |
| (51872) 2001 PN9      | 10 agosto 2001    |
| (52034) 2002 PX42     | 9 agosto 2002     |
| (54676) 2000 YP12     | 25 dicembre 2000  |
| (55211) 2001 RL43     | 13 settembre 2001 |
| (55597) 2002 RO66     | 7 settembre 2002  |
| (55614) 2002 TJ59     | 4 ottobre 2002    |
| (57367) 2001 RM43     | 13 settembre 2001 |
| (58044) 2002 WF       | 17 novembre 2002  |
| (61351) 2000 PS9      | 9 agosto 2000     |
| (62131) 2000 SH4      | 21 settembre 2000 |
| (62132) 2000 SJ4      | 21 settembre 2000 |
| (63814) 2001 RY45     | 15 settembre 2001 |
| (64284) 2001 UE6      | 20 ottobre 2001   |
| (64587) 2001 XA       | 1º dicembre 2001  |
| (67539) 2000 SK4      | 22 settembre 2000 |
| (72068) 2000 YC29     | 31 dicembre 2000  |
| (72069) 2000 YD29     | 31 dicembre 2000  |
| (74591) 1999 PS1      | 10 agosto 1999    |
| (74624) 1999 RS32     | 10 settembre 1999 |
| (77921) 2002 EA12     | 15 marzo 2002     |
| (88368) 2001 PO9      | 11 agosto 2001    |
| (88370) 2001 PQ14     | 15 agosto 2001    |
| (88467) 2001 QM108    | 25 agosto 2001    |
| (89835) 2002 CM12     | 7 febbraio 2002   |
| (91424) 1999 PT1      | 10 agosto 1999    |
| (94411) 2001 TA17     | 13 ottobre 2001   |
| (94893) 2001 YG5      | 25 dicembre 2001  |
| (95031) 2002 AV26     | 13 gennaio 2002   |
| (95218) 2002 CO14     | 8 febbraio 2002   |
| (99596) 2002 GG24     | 14 aprile 2002    |
| (106847) 2000 YO16    | 28 dicembre 2000  |
| (112549) 2002 PZ42    | 11 agosto 2002    |
| (124311) 2001 QO73    | 21 agosto 2001    |
| (125459) 2001 WQ5     | 20 novembre 2001  |
| (146372) 2001 QE2     | 16 agosto 2001    |
| (159610) 2002 AJ13    | 12 gennaio 2002   |
| (182108) 2000 PY6     | 6 agosto 2000     |

Jaume Nomen Torres (Tortosa, 23 giugno 1960) è un astronomo spagnolo di lingua catalana.
Il Minor Planet Center gli accredita la scoperta di cinquantadue asteroidi, effettuate tra il 1999 e il 2002. Nel 2002 ha guidato la costituzione del ramo spagnolo della fondazione Spaceguard.